# Christian Deutsch (Politiker)

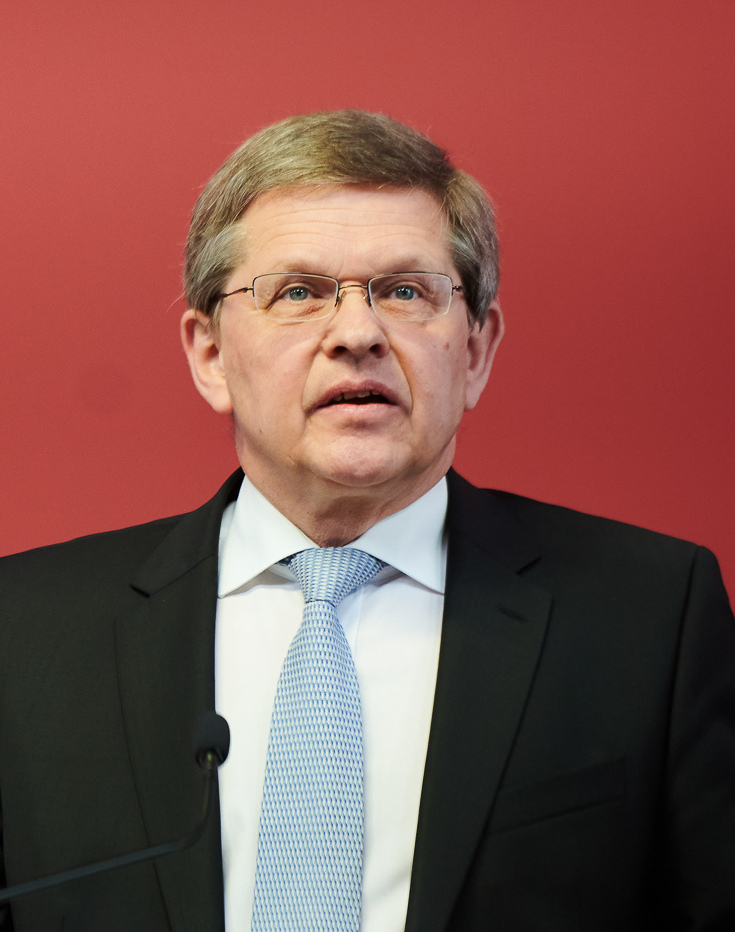
Christian Deutsch (2021)

Christian Deutsch (* 27. Februar 1962 in Linz) ist ein österreichischer Politiker (SPÖ). Er ist Abgeordneter zum Wiener Landtag und Mitglied des Wiener Gemeinderats. Deutsch war von 2019 bis 2023 Bundesgeschäftsführer der Sozialdemokratischen Partei Österreichs.

## Schulische und berufliche Laufbahn
Christian Deutsch besuchte zunächst die Volksschule und maturierte am Kollegium Aloisianum in Linz-Freinberg. Er studierte ab 1980 einige Semester Medizin an der Universität Wien und war zwischen 1983 und 1987 Landessekretär der Sozialistischen Jugend Wien. Zwischen 1985 und 1988 arbeitete Deutsch als Konsulent der Zentralsparkasse in den Bereichen Werbung und Marketing und war von 1987 bis 1988 Gemeindemietersekretär der Mietervereinigung Wien. 1989 bis 1996 arbeitete Deutsch als Bezirkssekretär der SPÖ Wien-Liesing und begann 1996 als Mitarbeiter der ARWAG für Kooperationsprojekte mit der Stadt Wien zu arbeiten. 2001 wechselte er als Mitarbeiter in die Wohnservice-Wien Ges.m.b.H., deren Geschäftsführer er von 2006 bis 2008 war.

## Politische Laufbahn
Deutsch startete seine politische Tätigkeit während seines Studiums. Er war ab 1983 Landessekretär der Sozialistischen Jugend Wien und wurde 1987 Vorsitzender der SPÖ Alterlaa in Wien-Liesing, Mitglied der Kontrolle der SPÖ Wien-Liesing (bis 1988) und Bezirksrat in Liesing (bis 1995). Er engagierte sich stark im Mieterschutz und war 1989 bis 2003 Vorsitzender der Mietervereinigung Liesing und zwischen 1991 und 2003 Landes- und Verbandsvorstandsmitglied der Mietervereinigung.
1995 bis 1996 war Deutsch erstmals Abgeordneter zum Wiener Landtag sowie Mitglied des Gemeinderats. Seit 2001 vertritt er erneut die SPÖ im Gemeinderat und wirkt in der 18. Wahlperiode in den Gemeinderatsausschüssen Gesundheit und Soziales sowie Stadtentwicklung und Verkehr.
Deutsch ist zudem seit 1997 stellvertretender Bezirksvorsitzender der SPÖ Wien-Liesing, seit 2001 Vorsitzender der Volkshochschule Liesing und seit 2002 Vorstandsmitglied des Verbandes Wiener Volksbildung.
Am 13. Oktober 2008 folgte Deutsch Harry Kopietz als Landesparteisekretär der SPÖ Wien nach und legte sein Amt im Juli 2014 zurück.
SPÖ-Bundesparteivorsitzende Pamela Rendi-Wagner holte ihn im Juni 2019 als Wahlkampfleiter für die Nationalratswahl in Österreich 2019. 
Nach den massiven Stimmenverlusten der SPÖ bei der Nationalratswahl 2019 folgte Christian Deutsch am 30. September 2019 als Bundesgeschäftsführer dem zurückgetretenen Thomas Drozda nach. Deutsch trat am 31. Mai 2023 als SPÖ Bundesgeschäftsführer zurück. Am 13. Juni 2023 wurden Sandra Breiteneder und Klaus Seltenheim vom SPÖ-Bundesparteivorsitzenden Andreas Babler als Nachfolger als Bundesgeschäftsführer vorgestellt.
Im August 2023 wurde bekanntgegeben, dass er im Kabinett des Wiener Bürgermeisters Michael Ludwig ein Referat für die Themen Strategie und Projekte leiten soll.

## Privat
Christian Deutsch ist Vater von drei Kindern und lebt mit der ehemaligen Wasserspringerin Anja Richter (* 1977) zusammen.